# Sesshū Tōyō
Sesshū Tōyō (雪舟 等楊 (Sesshū Tōyō?); Akahama, 1420 – Yamaguchi, 1506) è stato un pittore, monaco buddhista zen giapponese del periodo Muromachi (1392-1568), che seppe portare grandi innovazioni al sumi-e, genere che risentiva ancora troppo delle influenze dei grandi pittori cinesi, ai quali la totalità degli artisti giapponesi si ispirava.

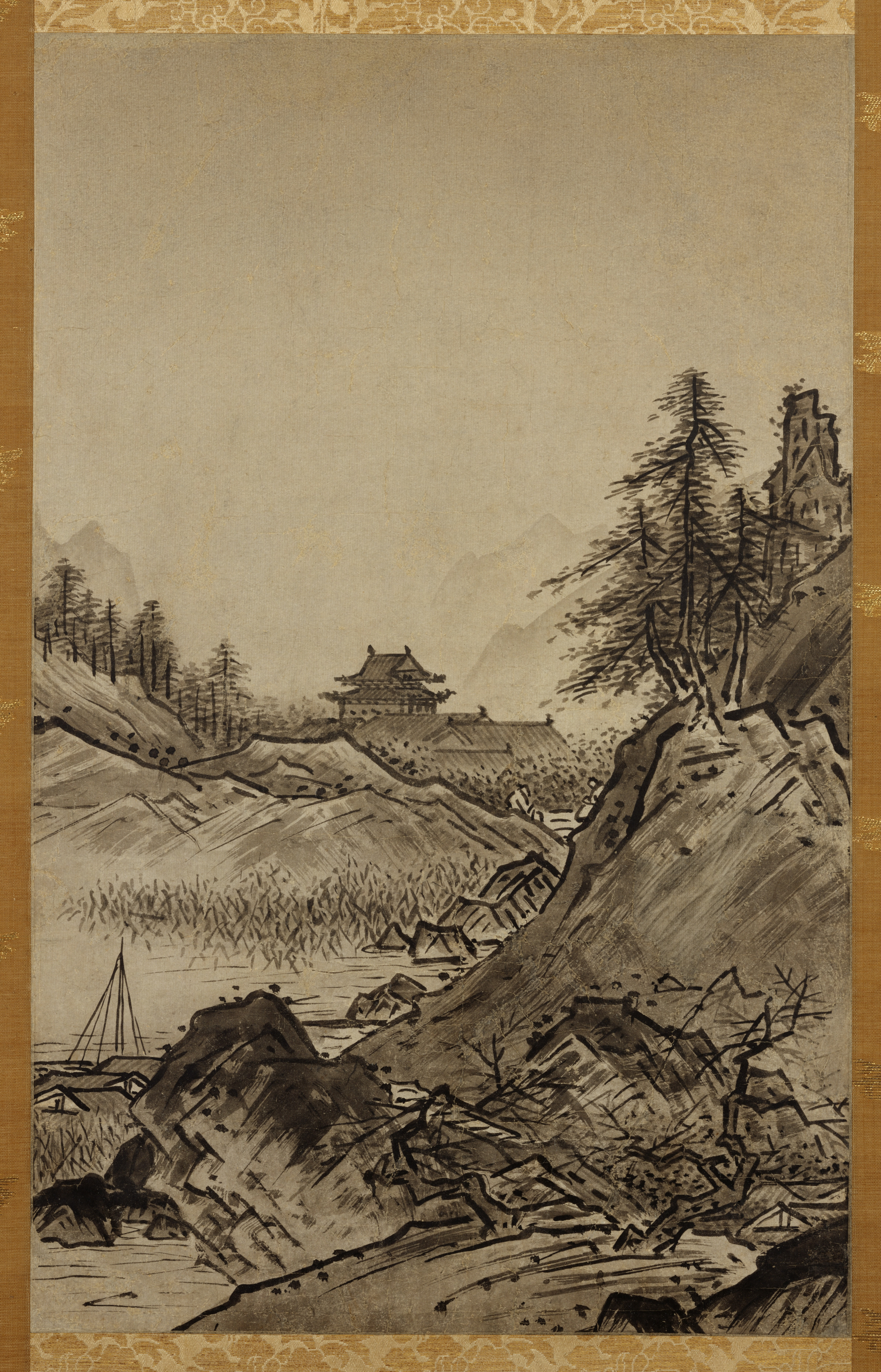
Paesaggio autunnale

Sesshū non è il suo vero nome, ma è il nome d'arte con cui firmò la maggioranza delle sue opere. Era consuetudine infatti per gli artisti giapponesi usare un nome d'arte da apporre alle proprie creazioni, ma tale nome veniva cambiato diverse volte nel corso della carriera artistica, spesso per sottolineare un cambiamento nel proprio stile. 

## Biografia
Sesshū trascorse i primi anni a Kyoto frequentando lo Shōkokuji (il tempio zen) settentrionale, ma nel 1464 si spostò nella prefettura di Yamaguchi sotto la protezione del clan degli Ōuchi nel cui tempio, l'Unkokuan, visse. Due anni più tardi partecipò ad una spedizione in Cina, ove venne accolto con grande onore, ed arrivò a Pechino. Al suo ritorno in patria la distruzione dello Shōkokuji lo costrinse a sistemarsi altrove e visse così gli ultimi venti anni della sua vita a Ōita, nonostante viaggiasse in continuazione.

## Stile ed opere

Particolare di paesaggio

Le opere migliori di Sesshū appartengono al periodo della maturità, ovvero dopo il ritorno dalla Cina nel 1469, in cui studiò molto approfonditamente lo stile accademico cinese Song e Yuan, apparendo attratto dalla campagna locale. Durante la sua permanenza in Cina apprese lo stile haboku, una tecnica di pittura che consiste nell'abbozzare le forme attraverso pennellate libere e aree di inchiostro versato, eliminando completamente i contorni.  
Sesshū ebbe grande padronanza del pennello, che adoperò spesso con notevole varianza di tocco e di colore in uno stesso dipinto, tecnica di cui fece uso nel genere di pittura delle stagioni, sia in rotoli che pannelli, a cui si dedicò al ritorno dalla Cina. 
In tali opere è possibile riscontrare la sua grande maestria nel dare un tocco del tutto personale e giapponese al senso cinese dello spazio. 
Il celebre Rotolo lungo di 18 metri è stato eseguito, stando alla firma, nel 1486 ed illustra una serie di scene cinesi che hanno luogo nelle quattro stagioni. L'artista riesce a rendere il susseguirsi delle stagioni tramite impercettibili mutamenti sul piano del paesaggio: montagne fredde e finestre chiuse d'inverno, vegetazione fresca e spoglie rocce primaverili, il rigoglio della natura e le vaste distese d'acqua in estate, il riposo dopo il raccolto autunnale. In questi paesaggi sono presenti figurette che conversano, personaggi di ogni tipo, tranne i contadini (si scorge poca terra coltivabile), figure che i pittori in stile cinese trascurarono. Le stagioni vengono caratterizzate da impercettibili tocchi di colore. Gli elementi paesaggistici, naturali e non, sono costituiti da imponenti forme geometriche che conferiscono quindi alle scene rappresentate una grande solennità architettonica.

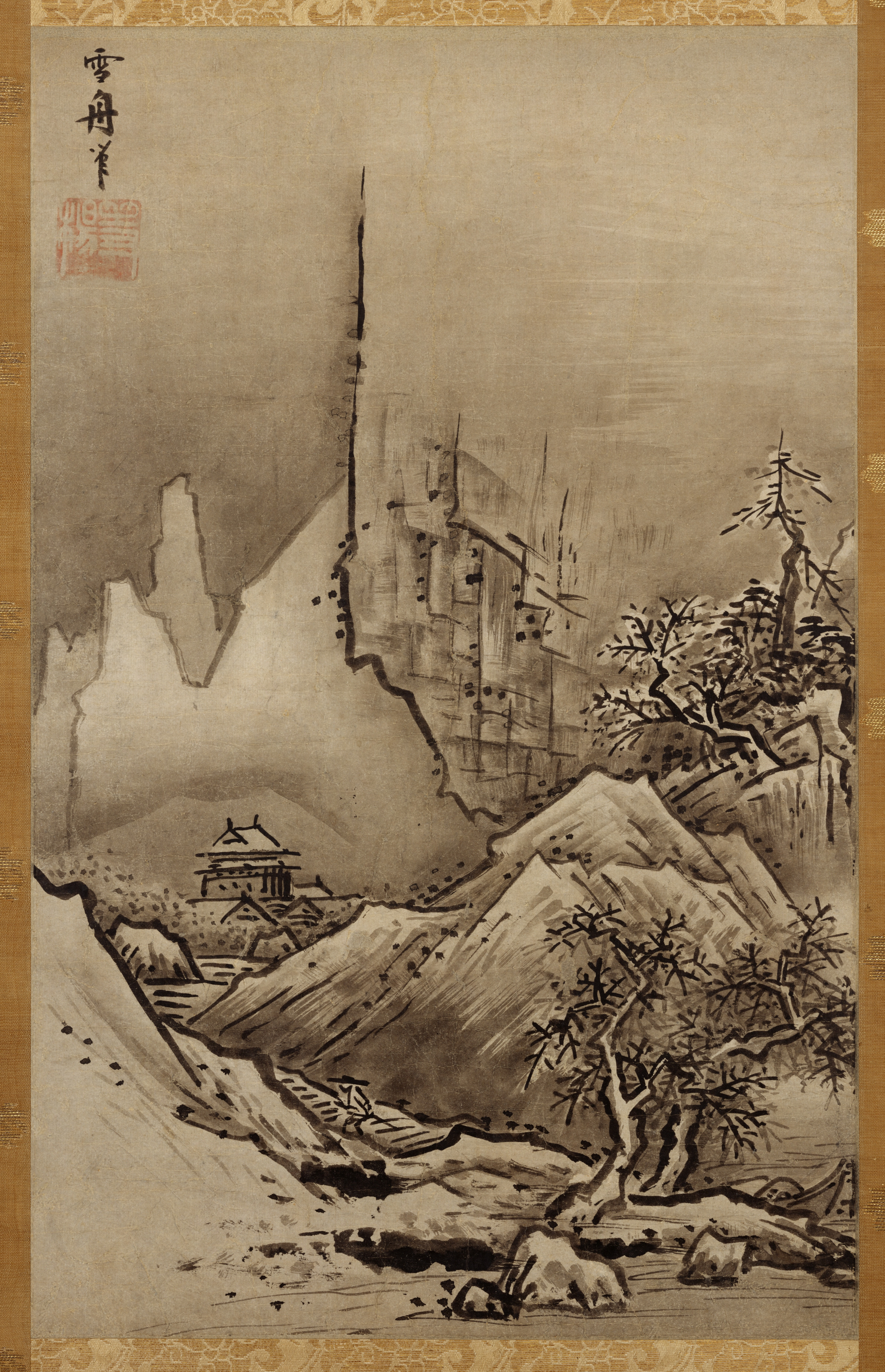
Paesaggio in stile Haboku

Il vero capolavoro di Sesshū è la coppia di paraventi a sei ante con fiori ed uccelli di stagione. Quest'opera raffigura pini, fiori ed aironi caratterizzati da piccole chiazze di rosso, l'unico colore a spezzare la monotonia dell'inchiostro di china. La composizione è fortemente asimmetrica con un raggruppamento apparentemente casuale di elementi da una parte, ed un perfetto e delicato equilibrio dall'altra. L'artista gioca con gli elementi naturali raffigurati (rocce, rami, aghi di pino e foglie di canna), costituendo un sistema ritmico e variegato di forme e dimensioni, basato sull'alternanza di tocchi di pennello ondulati, diretti o tortuosi. Il senso della spazialità viene reso in questo caso dalla progressiva riduzione ed attenuazione dei particolari: la scena sfuma lentamente da destra verso sinistra e sembra spostarsi indietro rispetto al piano pittorico, con le rocce che prima spingevano prepotentemente la scena sotto gli occhi dell'osservatore, che diventano sempre più vaghe fino a diventare parte dell'impercettibile sfondo. 

Amanohashidate

L'ultima opera dell'artista è anche quella più controversa: si tratta di Amanohashidate. La scena, composta su trenta fogli di carta incollati (in totale 178,2 cm per 90), raffigura la lingua di terra sulla costa del Mar del Giappone ed è l'unico dipinto di un paesaggio reale che si conosca di Sesshū. Probabilmente Sesshū, al termine della sua lunga vita (l'opera è databile grazie alla presenza nel dipinto di alcuni templi ed edifici noti all'epoca), aveva voluto vedere che effetto facesse in Giappone.
Al giorno d'oggi ospitano alcune sue opere:
- La Freer Gallery di Washington
- Il Museum of Fine Arts di Boston, Mass.
- Il Museo nazionale di Tokyo